# Вардер (Рендсбург-Эккернфёрде)
Вардер (нем. Warder) — община в Германии, в земле Шлезвиг-Гольштейн.
Входит в состав района Рендсбург-Экернфёрде. Подчиняется управлению Норторфер Ланд. Население составляет 623 человека (на 31 декабря 2010 года). Занимает площадь 8,71 км².